# 27-ма окрема бригада НГ (Україна)
27-ма Печерська бригада (27 Бр, в/ч 3066) — бригада у складі Північного оперативно-територіального об'єднання Національної гвардії України. Дислокується переважно в Києві, має підрозділ (окрему стрілецьку роту) в Березані. Бригада виконує завдання з конвоювання, екстрадиції та охорони підсудних та охорони судів та установ правосуддя. Входить до складу 12-го армійського корпусу.

## Історія
Військова частина 3066 була сформована згідно наказу Міністра внутрішніх справ України від 03.01.2006 № 2. Створена у 2006 році на фондах розформованої в/ч 3001 (Окрема конвойна бригада), як 48-й полк Внутрішніх військ МВС України — в мирний час займався, в основному, етапуванням засуджених у суди та до місць позбавлення волі.
В 2009 році на базі полку та конвойних підрозділів управління Північного ТрК створено бригаду.

### Війна на сході України
В 2014 році полк увійшов до складу Національної гвардії України.
В квітні 2014 року до складу військової частини увійшов 1-й резервний батальйон оперативного призначення НГУ, що згодом отримав ім'я Героя України генерал-майора Сергія Кульчицького.[джерело?]
2 вересня 2014 року № 244 Наказом Командувача Національної гвардії України військову частину було переформовано в 27 бригаду.[джерело?]
У січні 2015 року, відповідно до рішення РНБО, для запобігання конфліктам поблизу Державного кордону, попередження його перетину диверсійно-розвідувальними групами та незаконними формування, ділянку Придністровського сегменту Українсько-Молдавського кордону було посилено гвардійцями 27 бригади. Особовий склад ніс бойове чергування у населених пунктах: Котовськ, Кодима, Шерешнці, Лабужне, Тямкове, Станіславка, Чорна, Семенівка, Ткаченкове, Михайлівка, Сепанівка і 3 блокпости Ставрове, Муроване, Кордимачеве.[джерело?]
23 серпня 2015 року Президентом України Верховним Головнокомандуючим Збройних сил України Петром Порошенко, військовій частині вручено Бойовий Прапор, як символ честі, доблесті та слави.[джерело?]
З метою охорони органів та установ системи правосуддя та здійснення санкціонованого пропускного режиму на них, наприкінці 2017 року в частині створено 4-й стрілецький батальйон та прийнято під охорону 35 об'єктів по м. Києву.[джерело?]
В 2019 році на базі 3-го лінійного батальйону створено 22-й окремий батальйон (в/ч 3082) в м. Чернігів.
23 серпня 2020 року, у День Державного Прапора України (указ президента України від 25.03.2020 #109/2020), 27-ма бригада Національної гвардії України отримала почесне найменування «Печерська».

### Російське вторгнення в Україну (2022)
В ході російського вторгнення бригада брала участь в обороні Чернігівщини від російських загарбників, станом на листопад 2022 року - на Луганщині.

## Завдання
Від часу заснування військової частини 3001, правонаступницею якої є в/ч 3066, основними завданнями бригади є конвоювання, екстрадиція та охорона підсудних. Особовий склад в/ч 3066 забезпечує охорону 10 судових установ, 4 апеляційних судів областей та апеляційного суду м. Києва. Щомісяця виділяється понад 250 варт, із них — 120 судових, 56 — зустрічних, 40 — особливо важливих та 11 варт з екстрадиції заарештованих; призначається не менше 15 варт з екстрадиції заарештованих.

## Структура
До складу 27-ї бригади входять:
- 1-й стрілецький батальйон
- 2-й стрілецький батальйон
- 4-й стрілецький батальйон з охорони судів та інших органів та установ системи правосуддя
- Батальйон оперативного призначення НГУ ім. Сергія Кульчицького[7]

## Командування
- полковник Констянтин Рихтик (2017)
- полковник Цимбал Дмитро

## Символіка
Нарукавним знаком 27-ї Печерської бригади є круг з зображенням з трьох елементів — герба міста Київ, схрещених між собою алебард та підкови. Вони ідентифікують приналежність бригади до київського гарнізону та виконання службово-бойових завдань у його межах.
Центральним елементом нарукавного знаку щит із зображенням Архістратига Михаїла, який є небесним покровителем Києва та Київщини, а в ширшому сенсі — всієї Наддніпрянської України. Символічним заступником столиці він став від часів правління Всеволода Ярославича в останній чверті ХІ століття.
Як герб Києва зображення Архістратига Михаїла зафіксований з кінця XVIII століття. Це архангел з вогняним мечем у правиці та щитом з хрестом у лівій руці, які символізують військовий захист та християнське духовне заступництво.
Алебарди є невід'ємним атрибутом вартових і символізують виконання покладених на бригаду завдань з охорони та оборони судів та системи правосуддя, органів державної влади та важливих державних об'єктів.
Підкова ж візуально нагадує форму редуту Київської фортеці, яка є основною історичною будівлею військової частини 3066. По канту нарукавного знаку розміщене почесне найменування бригади.

## Втрати
1. Скрут Ростислав Стефанович — загинув 8 січня 2015 року внаслідок ДТП між Слов'янськом та Артемівськом.
2. Щіпов Максим Юрійович — загинув 5 січня 2015 року внаслідок ДТП між Слов'янськом та Артемівськом.
3. Рожанський Пантелеймон Петрович — загинув 5 січня 2015 року внаслідок ДТП між Слов'янськом та Артемівськом.
4. Дідач Ігор Йосипович — загинув 5 січня 2015 року внаслідок ДТП між Слов'янськом та Артемівськом.
5. Ухарський Федір Валерійович — загинув 28 серпня 2014 року в результаті озброєного нападу невстановлених осіб отримав міно-вибухові травми.
6. Кононович Іван Миколайович — загинув 1 жовтня 2014 року під час бою в районі міста Дебальцеве потрапив на заміновану противником ділянку
7. Тищенко Андрій Іванович — загинув 28 серпня 2014 рок через озброєний напад невстановлених осіб, отримав кульове поранення
8. Сокач Роман Михайлович — загинув 5 січня 2015 року внаслідок ДТП між Слов'янськом та Артемівськом.
9. Матківський Володимир Анатолійович — загинув 5 січня 2015 року внаслідок ДТП між Слов'янськом та Артемівськом.
10. Матвієнко Микола Миколайович — загинув 28 серпня 2014 року через озброєний напад невстановлених осіб.
11. Малюта Роман Володимирович — загинув 5 січня 2015 року внаслідок ДТП між Слов'янськом та Артемівськом.
12. Лінівенко Юрій Володимирович загинув 5 січня 2015 року внаслідок ДТП між Слов'янськом та Артемівськом.
13. Лагно Роман Іванович — загинув 9 січня 2015 у складі групи прикриття виконувавши завдання із забезпечення безперешкодного виходу з тилу.
14. Курмашев Олексій Васильович — загинув 28 серпня 2014 року під час озброєного нападу невстановлених осіб.
15. Каплуненко Ігор Валентинович — загинув 5 січня 2015 року внаслідок ДТП між Слов'янськом та Артемівськом.
16. Зубчук Роман Валентинович — загинув 5 січня 2015 року внаслідок ДТП між Слов'янськом та Артемівськом.
17. Зінчик Станіслав Михайлович — загинув 24 травня 2014 року через відкритий вогонь терористами, отримав осколкове поранення несумісне з життям.
18. Звінник Олександр Іванович — загинув 5 вересня 2014 року потрапивши в засідку до терористів.
19. Єременко Віктор Вікторович — загинув 11 вересня 2014 року через мінометний обстріл.
20. Герасимюк Тарас Павлович — загинув 5 січня 2015 року внаслідок ДТП між Слов'янськом та Артемівськом.
21. Бурка Віктор Павлович — загинув 5 січня 2015 року внаслідок ДТП між Слов'янськом та Артемівськом.
22. Бабічев Сергій Ігорович — загинув 5 січня 2015 року внаслідок ДТП між Слов'янськом та Артемівськом.
23. Дога Олег В'ячеславович — 28 серпня 2014 року під час озброєного нападу невстановлених осіб.